# Bad Homburg Open
Bad Homburg Open - міжнародний тенісний турнір WTA туру, який проводиться у Бад-Гомбурзі, Німеччина починаючи з 2021 року, на відкритих трав'яних кортах TC Bad Homburg. Планувався з 2020 року, але початок відбувся роком пізніше через пандемію коронавірусної хвороби. До грудня 2023 був у категорії WTA 250. З січня 2024 належить до WTA 500. 

## Фінали

### Одиночний розряд
| Рік  | Чемпіонка                           | Фіналістка                          | Рахунок                             |                                     |
| ---- | ----------------------------------- | ----------------------------------- | ----------------------------------- | ----------------------------------- |
| 2020 | Не відбувся через пандемію COVID-19 | Не відбувся через пандемію COVID-19 | Не відбувся через пандемію COVID-19 | Не відбувся через пандемію COVID-19 |
| 2021 | Анджелік Кербер                     | Катержина Сінякова                  | 6–3, 6–2                            |                                     |
| 2022 | Каролін Гарсія                      | Б'янка Андреєску                    | 6–7(5–7), 6–4, 6–4                  |                                     |
| 2023 | Катержина Сінякова                  | Лучія Бронцетті                     | 6–2, 7–6(7–5)                       |                                     |
| 2024 | Діана Шнайдер                       | Донна Векич                         | 6–3, 2–6, 6–3                       |                                     |
| 2025 | Джессіка Пегула                     | Іга Свьонтек                        | 6–4, 7–5                            |                                     |

### Парний розряд
| Рік  | Чемпіонки                             | Фіналістки                          | Рахунок                             |                                     |
| ---- | ------------------------------------- | ----------------------------------- | ----------------------------------- | ----------------------------------- |
| 2020 | Не відбувся через пандемію COVID-19   | Не відбувся через пандемію COVID-19 | Не відбувся через пандемію COVID-19 | Не відбувся через пандемію COVID-19 |
| 2021 | Дарія Юрак Андрея Клепач              | Надія Кіченок Ралука Олару          | 6–3, 6–1                            |                                     |
| 2022 | Ходзумі Ері Ніномія Макото            | Аліція Росольська Ерін Рутліфф      | 6–4, 6–7(5–7), [10–5]               |                                     |
| 2023 | Інгрід Гамарра Мартінс Лідія Морозова | Ходзумі Ері Моніка Нікулеску        | 6–0, 7–6(7–3)                       |                                     |
| 2024 | Ніколь Меліхар Еллен Перес            | Чжань Хаоцін Вероніка Кудерметова   | 4–6, 6–3, [10–8]                    |                                     |
| 2025 | Ґо Ханю Олександра Панова             | Людмила Кіченок Еллен Перес         | 4–6, 7–6(7–4), [10–5]               |                                     |